# جفری ایوانز
جفری چارلز ایوانز (انگلیسی: Geoffrey Charles Evans; ۱۳ ژانویهٔ ۱۹۰۱ – ۲۷ ژانویهٔ ۱۹۸۷) فرد نظامی اهل بریتانیا بود.